# Етна
Вижте пояснителната страница за други значения на Етна.
Ѐтна (на италиански: Etna) е активен стратовулкан в североизточната част на остров Сицилия, Италия.
Височината му е 3357 m. Изграден е от базалти. По склоновете му има над 200 кратера и лавови потоци. Възрастта му е около 300 хил. години.

## Активност
Първото исторически известно изригване на вулкана е през 475 г. пр. Хр.
На 11 март 1669 г. започва най-мощното изригване на вулкана, което трае 4 месеца. Загиват 20 хиляди души, а 50 града са унищожени.
Вулканът е активен в различна степен, като по-скорошни изригвания е имало през декември 1991 г., април 1992 г., юли 2001 г. и октомври 2002 г. Първоначално е имало десетки вулканични центрове, но сега са само два:
- Трифолието, който е по-старият, не е изригвал скоро и срутването на конуса му е образувало т.нар. Valle del Bove.
- Джибело, който все още е доста активен като през 2001 активността му е няколко месеца.

През 2012 г. активност е имало през януари и април.
На 26 октомври 2013 г. Етна за пореден път изригва, принуждавайки затварянето на въздушно пространство около Сицилия в ранните сутрешни часове.
Вулканът изригва и на 23 ноември 2013 г.
Изригване има на 4 декември 2015 г. в сутришните часове, което принуждава затварянето на въздушното пространство около Сицилия.
Следващи изригвания има на 21 май 2016 г., 28 февруари 2017 г., на 12 март 2021 г., на 15 август 2023 г., 05 юли 2024 г. и 12 февруари 2025.  2 Юни 2025

## Икономика
Днес Етна е обект на международен туризъм. До около 1900 m височина води асфалтиран път и има паркинги и постройки. След това до височина 2500 m има кабинков лифт. През зимата за скиорите работят още няколко лифта. Туризмът в този регион е добре платен отрасъл, защото въпреки опасностите, които крие вулканът, той е посещаван от над 10 000 туристи годишно. В селищата, разположени в подножието на Етна се развива винарство и лозарство.

## Снимки
- Зони на вулкана
- Спътникова снимка